# A Star-Crossed Wasteland
A Star-Crossed Wasteland (englisch für „Unter einem schlechten Stern stehendes Ödland“) ist das dritte Studioalbum der amerikanischen Metal-Band In This Moment. Dieses Album ist das erste, das nicht Bassist Jesse Landry ist und ist der letzte, der den neuen Bassisten Kyle Konkiel, sowie die Gründungsmitglieder Gitarrist Blake Bunzel und Schlagzeuger Jeff Fabb zeigt. Es wurde von der Alternative Press als eine der am meisten erwarteten Veröffentlichungen von 2010 genannt.
Sängerin Maria Brink gab bekannt, dass die Band Songs für ihr nächstes Album zu schreiben begann und später Ende 2009 eine Headliner-Tour durchführte. Die Band beschrieb, wie ihr Album auf MySpace klinge und sagte, dass es schwerer und dunkler sei und trotzdem melodische Momente habe.
Ivan Moody sollte ursprünglich als Gastsänger bei „The Promise“ auftreten, konnte dies aber aufgrund von Labelproblemen nicht tun. Stattdessen entschied sich die Band für Adrian Patrick von Otherwise.

## Über das Album
Brink enthüllte zwei Arbeitstitel, „The Gun Show“ und „The World is on Fire“, die sie auf ihrer Website veröffentlichte. Der Großteil des lyrischen Inhalts des Albums dreht sich um ihr Privatleben, einschließlich ihrer Trennung vom ehemaligen Devildriver-Bassisten Jon Miller.
Maria sprach mehr über die Bedeutung des Albums und sagte: „Ich habe über meine Erfahrungen geschrieben, in dieser Art metaphorischer Geschichten. Das ganze Album hat definitiv ein Grundthema: diese postapokalyptische Ödlandwelt. ‚Vom Schicksal getrennte Liebende‘ beschreibt offensichtlich, wie diese beiden Menschen im Grunde scheitern sollen und es nicht klappen wird. Es ist also diese vom Schicksal getrennte Ödlandwelt.“
A Star-Crossed Wasteland enthält Elemente von der Beautiful Tragedy und The Dream, vermischt den abrasiven Metalcore mit dem melodischen Alternativmetall, macht es aber auch schwerer.

## Titelliste
| #  | Titel                              | Länge |
| -- | ---------------------------------- | ----- |
| 1  | The Gun Show                       | 4:47  |
| 2  | Just Drive                         | 3:27  |
| 3  | The Promise (feat. Adrian Patrick) | 4:28  |
| 4  | Standing Alone                     | 3:51  |
| 5  | A Star-Crossed Wasteland           | 4:31  |
| 6  | Blazin’                            | 4:21  |
| 7  | The Road (feat. Gus G)             | 4:04  |
| 8  | Iron Army                          | 3:27  |
| 9  | The Last Cowboy                    | 3:54  |
| 10 | World in Flames                    | 5:21  |

Bonus-Songs der Deluxe-Edition:
| #  | Titel                                | Länge |
| -- | ------------------------------------ | ----- |
| 11 | Remember                             | 4:23  |
| 13 | A Star-Crossed Wasteland (unplugged) | 4:50  |